# Kavi
Kaviové jsou v zarathuštrismu zvláštní druh kněží, který se věnuje uctívání daévů. Náležel mezi ně i Vištáspa, který však konvertoval na Zarathuštrovo učení, a ve středoperských a novoperských zdrojích se slovo stalo titulem pro vládce mytické kajánovské dynastie.
Termín odpovídá védskému výrazu kaví, kterým byli označováni básníci, kněží i bohové, kteří se věnovali náboženskému zpěvu, úlitbám a obětem. Výraz může mít i starší než indoíránský původ, pokud je s ním příbuzné lýdské kaveś a titul ko(i)és, který byl užíván na Samothraké. Příbuzné mohou být také výrazy jako anglické show „ukázat“ nebo německé schauen „vidět“.
V době indoíránské jednoty tito básníci prováděli oběti, které měly zajistit odvrácení zlovolných sil a znovunastolení řádu. Ve starší Avestě však jejich označení ztratilo pozitivní význam a namísto toho se začaly užívat jiné výrazy, například džaritar „zpěvák“. Kaviové namísto toho byli spojováni s uctíváním daévů a Drudže „Klamství“, stejně jako  jako karapanové a usidžové, další druhy náboženských specialistů. Objevuje se také termín kevína, který je označen muž který odmítl Zarathuštrovi pohostinnost Mezi kavije patřil také Vištáspa, který je však kvůli své konverzi k zarathuštrismu pozitivní postavou. V mladší Avestě je kromě toho zmiňován kavi Usan, který úspěšně obětoval Anáhitě a je též pozitivní postavou, a několik dalších hrdinů s tímto titulem. V plurálu jsou však v mladší Avestě kaviové zmiňováni po boku daévických kněží, kouzelníků, čarodějnic a další zlých bytostí.
Odlišný pohled na kavie se objevuje ve středoperských a novoperských textech, v kterých se titul objevuje v podobě kaj, jehož plurálem je kaján. V těchto pramenech tento termín označuje vládce, z kterých se skládala takzvaná kajánovská dynastie. To vedlo západní badatele k domněnce že avestánský výraz označoval vladaře, ta je však mylná. Slovo kaj vždy totiž označuje konkrétní vládce a není zaměnitelné s obecným výrazy jako šáh. Zároveň však stále existují badatelé, kteří se domnívají že i avestánští kaviové disponovali světskou mocí.